# Корпус разведки
Корпус разведки (ивр. חיל המודיעין‎, аббревиатура : ивр. חמ"ן‎ ХАМАН) — штабной корпус в Армии обороны Израиля, являющийся штаб-квартирой Управления военной разведки Израиля (АМАН). Корпус отвечает за организационные вопросы и создание сил в Управлении - начиная от поиска тех, кто будет кандидатом в  службы безопасности до самой службы в Управлении и заканчивая проведением различных учений. Решение о создании корпуса, который будет действовать отдельно от Управления военной разведки Израиля, было принято в соответствии с рекомендациями комиссии Аграната, изучившего неудачи войны Судного дня. Он был создан в 1976 году, и его первым командиром был Дов Тамари .
Корпус возглавляет «Главный офицер разведки» (аббр.: ивр. קמנ"ר‎, Камнар), офицер в звании бригадного генерала, который выполняет функции начальника штаба Управления военной разведки и подчиняется непосредственно начальнику Управления военной разведки.
День корпуса ежегодно отмечается 5 июня, в честь даты 5 июня 1967 года, когда началась Шестидневная война .
Нынешний Главный офицер разведки бригадный генерал Ави Кейнан .

## Структура корпуса
- Отдел планирования и организации (ивр. מחלקת תכנון וארגון‎, аббр.: ивр. תוא"ר‎ ТОАР) : отвечает за организацию подразделений, планирование и распределение ресурсов, необходимых для их деятельности (бюджет и кадровые стандарты), а также контроль за ними.
- Отдел поведенческих наук (ивр. מחלקת מדעי ההתנהגות‎, аббр.: ивр. מד"ה‎ МАДА) : научное подразделение по поведенческим наукам занимается всеми областями поведенческих наук Корпуса, включая скрининг, диагностику, развитие командиров в рамках командных курсов, инструменты оценки, исследования и охват поведенческих наук и организационное консультирование для всех командиров корпусов.
- БАМ Хаман (ивр. ב"ם חמ"ן‎) : отвечает за определение, обеспечение соблюдения и контроль политики информационной безопасности в Управлении военной разведки, включая информационную безопасность в информационно-компьютерных технологиях и военных системах, безопасность соединения, совместимость безопасности, противостояние угрозам компьютерной войны и рискам утечки информации, противодействие усилиям вражеской разведки по сбору информации об АМАНе и его подразделениях.
- Отдел аудита и последующих действий (ивр. ענף ביקורת ומעקב‎, аббр.: ивр. בו"ם‎ БОМ) : подразделение внутреннего аудита от имени Главного офицера разведки. Его цель — добиться повышения уровня оперативной готовности подразделений военной разведки для выполнения своих задач.
- Отдел кадров (ивр. מחלקת משאבי אנוש‎, аббр.: ивр. משא"ן‎ МАШАН) : отвечает за поиск, сортировку, адаптацию, назначение персонала, планирование обучения и удержание качественного персонала, а также профессиональное развитие. Отдел объединяет в своем составе штабные подразделения, в том числе подразделение обнаружения, которое отвечает за обнаружение, сортировку и размещение лиц, предназначенных для службы безопасности, в разведывательном отделе.
- Отдел инфраструктуры, логистика и перевод военной разведки в Негев (ивр. תשתיות, לוגיסטיקה ומעבר אמ״ן לנגב‎, аббр.: ивр. תל"ם‎ Телем ) : отвечает за разработку и реализацию логистических и операционных решений для АМАН, которые позволяют достичь операционных целей. Наряду с этим, организация несет ответственность за создание благоприятной рабочей среды для человека и предоставление высококачественных и профессиональных услуг. Кроме того, отдел руководит проектами АМАН в Негеве и подготовкой АМАН к переезду в Негев.
- Сапир (ивр. ספיר‎) : Подразделение Сапир планирует, строит, эксплуатирует и обслуживает передающую инфраструктуру, сеть и компьютерные центры. Кроме того, оно открывает облачные сервисы и поддерживает всех пользователей АМАН в подразделениях, формированиях и развернутых рангах — это для того, чтобы привести АМАН к интеграции филиалов и ЦАХАЛа и повысить оперативную эффективность.
- Отдел информации, сетей и сетевых систем (ивр. מערכות מידע, רשתיות ואמל"ח‎, аббр.: ивр. מרו"ם‎ Маром ) : отдел Маром возглавляет цифровую перестройку в АМАНе и в целом в АОИ, в стратегическом отделе, который объединяет сетевую цифровую архитектуру, которая позволяет производить, обрабатывать и извлекать информацию для разведки и принятия оперативных решений. .
- Отдел разработки AMAН (ивр. יחידת הפיתוח של אמ"ן‎): отвечает за разработку и обслуживание систем разведки в пространстве АМАН .
- Отдел цензуры (ивр. צנזורה‎): Отвечает за предотвращение публикации в СМИ открытой информации, которая может нанести ущерб безопасности информации/или принести пользу противнику.
- Отдел систем обучения(ивр. מערך ההדרכה‎) : система обучения разведке и кибербезопасности, которая должна повысить эффективность разведки солдат АМАН и их командиров при тесном сотрудничестве с формированиями. Это достигается за счет профессионального руководства, обучения, сертификации и развития командиров для всех разведывательных и кибернетических профессий в инновационном подходе и учебной среде, которая соответствует потребностям вооруженных сил. Все это формирует характер военнослужащих АОИ, прививая одновременно ценности АМАНа и АОИ.

## Обучение

### Базовые тренинги
- Тиронут — большинство солдат военной разведки имеют квалификацию для уровня обучения «Стрелок 02», продолжительностью около 3 недель, которое проходит в лагере «Фаршит» на юге страны[2]. Стажеры переводятся командным составом, прошедшим подготовку в формировании Магаль и Шовец, в разведывательный корпус в рамках проекта обучения. По окончании обучения солдаты расходятся по различным курсам и по всем подразделениям разведки.
- Школа разведки (система обучения разведке и кибербезопасности) — находится в лагере имени Хаима Херцога в лагерном комплексе Глилот . В школе сосредоточено большинство военных курсов в корпусе: военная доработка для курсантов, развитие и подготовка курсов профессорско-преподавательского состава, а также различные учебные курсы по разведке, вычислительной технике и информационной безопасности . Планируется, что школа переедет в кампус Рамот в Беэр-Шеве .
- Предвоенные курсы (называемые «Трац», довоенные или «Кедц», пердвоенные), которые проводятся в гражданском учреждении, когда слушатели проходят военную дисциплину, но по-прежнему считаются не солдатами, а гражданскими.

### Специальные тренинги
- Программа «ГАМЛА» (Перевод передового опыта в команду в АМАНе גשר מצוינות לפיקוד באמ"ן) — программа академического отличия. Тренинг предназначен для выдающихся разведчиков, выпускников второго-третьего уровня, имеющих длительный стаж службы в органах разведки. Выдающиеся офицеры получают степень бакалавра с полным военным финансированием и по окончании учебы возвращаются на службу в звании майора на различные ключевые и влиятельные должности в Управлении военной разведки .
- Программа «Хавацалот» (תוכנית חבצלות) — программа повышения квалификации и одна из самых престижных программ обучения для новобранцев в Армии обороны Израиля. Срок участия в программе составляет девять лет, включая три года базовой подготовки и академических исследований, а также шесть лет постоянной службы на центральных и влиятельных офицерских должностях в разведывательном отделе.
- Шехаким (שחקים) — элитная программа, включающая 7 поднаправлений и 2 учебные программы[3]. Выпускники этих направлений интегрируются во все направления разведывательной работы — в производство, обработку и исследование разведывательной информации на должностях, требующих возможностей обработки и анализа информации. Большинство выпускников Шахамина идут в армию и занимают ключевые должности в разведывательном отделе. Учебные курсы:
  - ААМ [4] — в сфере сбора разведданных
  - АМАМ [5] — в области разведывательных исследований
  - AХАM [6] — в области исследования кибертехнологий
  - MAХА [7] — в области технологических исследований и разработок
  - Амнон [8] — в области киберактивации
  - Шоваль[9] — в области космонавтики и эксплуатации спутников.
  - ШАМАM [10] — в области исследования интеллекта в сочетании с технологическим содержанием
  - Арзим — резервный трек в области математико-технологических исследований. В рамках него студенты получают двойную степень бакалавра по математике и информатике.
- Гамма Сайбер — Засекреченные компьютерные тренинги, которые касаются, среди прочего, проектирования и разработки систем разведки, разработки средств обучения, математики и точных наук. Некоторые из различных тренингов проводятся в рамках предвоенного курса в системе подготовки для разведки и кибербезопасности. Все должности в тренинге включают подписку на трехлетнюю постоянную службу и для женщин, завершивших службу подписку на постоянную службу на 32 месяца[11].